# Rubén Tufiño
Pour les articles homonymes, voir Tufino (homonymie) et Schwenk.
Rubén Tufiño, né le 9 janvier 1970 à Santa Cruz de la Sierra, est un footballeur international bolivien évoluant au poste de milieu de terrain. 
Sa carrière se déroule de 1994 à 2007 et il est notamment vice-champion d'Amérique du Sud à la suite de la place de finaliste de la Bolivie lors de la Copa América 1997.

## Palmarès
| Compétitions internationales          | Compétitions nationales                                          |
| - Copa América - Vice-champion : 1997 | - Championnat de Bolivie (4) - Champion : 1998, 1999, 2001, 2004 |